# Не пора
«Не пора́» — вірш українського письменника Івана Франка циклу «Україна» зі збірки «З вершин і низин» (редакції 1893/1897), створений 1880 року. Свого часу, разом ще з кількома віршами циклу, був заборонений за польського панування, правління Російської імперії та радянських часів. Був одним з найпопулярніших українських гімнів початку XX ст..

## Написання
Поезію вперше надруковано в журналі «Світ» (1881). Невдовзі, під назвою «Національний гімн», видано в друкарні Шмапера (Лейпциг, 1897). Денис Січинський поклав твір на музику. Твір не був надрукований на території Емського указу. Згодом «Не пора» увійшов до Січового співаника (1921).
У радянському франкознавстві цикл було скорочено. Патріотичні поезії Франка в УРСР не друкувалися, починаючи з 30-х років. Вірш «Не пора», як і вірші «Ляхам» та «Розвивайся ти, високий дубе…», надалі, під пильним оком цензури, не увійшли до 50-томного зібрання творів письменника. Єдиним виключенням став лірично-нейтральний «Моя любов».
За часів Незалежності твір для духового оркестру переклав Богдан Сапелюк. Відтоді увійшов до репертуару військових оркестрів ЗСУ, зокрема композиція лунала на ювілейному параді до дня Незалежності.

## Текст
| Січовий співаник (1921) Не пора, не пора, не пора Москалеви й ляхови служить: Довершилась України кривда стара, Нам пора для України жить. Не пора, не пора, не пора За невигласків лить свою кров І любити царя, що наш люд обдира, Для України наша любов. Не пора, не пора, не пора В рідну хату вносити роздор! Най пропаде незгоди проклята мара! Під Украйни єднаймось прапор! Бо пора це великая єсть: У завзятій, важкій боротьбі Ми поляжем, щоб волю і славу і честь, Рідний краю, здобути тобі. | Мозаїка із творів (2001) Не пора, не пора, не пора Москалеві й ляхові служить! Довершилась України кривда стара, Нам пора для України жить. Не пора, не пора, не пора За невігласів лить свою кров І любити царя, що наш люд обдира: Для України наша любов. Не пора, не пора, не пора В рідну хату вносити роздор! Хай пропаде незгоди проклята мара! Під Украйни єднаймось прапор! Бо пора ця великая єсть: У завзятій, важкій боротьбі Ми поляжем, щоб волю і славу і честь, Рідний краю, здобути тобі!. |